# Entscheidung unter Risiko
Von einer Entscheidung unter Risiko spricht man im Rahmen der Betriebswirtschaftslehre und Entscheidungstheorie dann, wenn der Entscheidungsträger dem künftig eintretenden Umweltzustand subjektive oder objektive Eintrittswahrscheinlichkeiten zuordnen kann.

## Allgemeines
Entscheidungen unter Risiko hängen unmittelbar mit dem zugrunde liegenden Informationsgrad zusammen, bei ihnen liegt unvollständige Information im Hinblick auf Daten der Vergangenheit, Gegenwart und Zukunft zugrunde. Der Entscheidungsträger verfügt über unsichere Erwartungen, und die mit der Entscheidung verbundenen Konsequenzen sind nicht vollständig absehbar. Die Aufteilung der konstitutiven Entscheidungen nach dem Informationsgrad geht auf Erich Gutenberg zurück. Daneben unterschied er noch die Entscheidung unter Sicherheit, Entscheidung unter Unsicherheit und Entscheidung unter Ungewissheit. Bei der Entscheidung unter Risiko liegt der Informationsgrad zwischen > 0 % und < 100 %; es liegen unvollständige Informationen vor. Bei 0 % handelt es sich um Ignoranz.

## Informationsgrad
Die Entscheidung unter Risiko ist einzuordnen in den ihr zugrunde liegenden Informationsgrad. Der abgestufte Informationsgrad lautet dabei konkret: Sicherheit, Risiko, Ungewissheit und Unsicherheit. Um Sicherheit handelt es sich, wenn der Eintritt eines künftigen Umweltzustands zu 100 % determiniert ist (Entscheidung unter Sicherheit). Beim Risiko können den möglichen Ausprägungen künftiger Umweltzustände subjektive oder objektive Eintrittswahrscheinlichkeiten zugeordnet werden (Entscheidung unter Risiko); Subjektive Eintrittswahrscheinlichkeiten gibt es beispielsweise beim Lotto oder Roulette, objektiven können Schätzungen (etwa aufgrund von Erfahrungswerten) zugrunde liegen. Ungewissheit kennzeichnet eine Entscheidungssituation, bei der die möglichen Ausprägungen künftiger Umweltzustände zwar bekannt sind, aber keine Wahrscheinlichkeiten zugeordnet werden können (Entscheidung unter Ungewissheit). Unsicherheit schließlich beinhaltet die Möglichkeit von ex post-Überraschungen (Entscheidung unter Unsicherheit). Letztere sind der „Wechsel der Erwartung aufgrund des Eintreffens neuer Daten“. Andere Autoren stufen ab nach Sicherheit, Quasi-Sicherheit, Risiko, Unsicherheit, rationale Indeterminiertheit und Ignoranz. Ignoranz besteht in einem vollständigen Fehlen von Daten oder Informationen, so dass eine rationale Entscheidung nicht möglich ist.

## Übersicht
Nach dem Informationsgrad einzelner Merkmale können folgende Entscheidungsarten unterschieden werden:
| Entscheidungsart                | Merkmale |
| ------------------------------- | --- |
| Entscheidung unter Sicherheit   | alle Umweltzustände sind bekannt |
| Entscheidung unter Unsicherheit | tatsächliche Umweltzustände sind nicht bekannt; eine Wahrscheinlichkeitsverteilung über die möglicherweise eintretenden Umweltzustände ist bekannt       |
| Entscheidung unter Ungewissheit | tatsächliche Umweltzustände sind nicht bekannt; eine Wahrscheinlichkeitsverteilung über die möglicherweise eintretenden Umweltzustände ist nicht bekannt |
| Entscheidung unter Risiko       | den möglichen Umweltzuständen können bestimmte Eintrittswahrscheinlichkeiten zugeordnet werden                                                           |

Die einzelnen Entscheidungsarten unterscheiden sich danach, welches Merkmal bekannt und welches unbekannt ist.

## Formale Darstellung
Bei Entscheidungen unter Risiko liegt eine sogenannte Ergebnismatrix vor, die das Entscheidungsproblem darstellt: Der Entscheidungsträger hat die Wahl zwischen verschiedenen Alternativen {\displaystyle a_{i}}, die abhängig von den möglichen Umweltzuständen {\displaystyle s_{j}} verschiedene Ergebnisse {\displaystyle e_{ij}} zur Folge haben. Die Eintrittswahrscheinlichkeiten {\displaystyle w_{j}=p(s_{j})} der verschiedenen Umweltzustände {\displaystyle s_{1},\dots ,s_{n}} sind bekannt, wobei {\displaystyle 0\leq w_{j}\leq 1} und {\displaystyle \sum _{j=1}^{n}w_{j}=1} gilt.
|                         | {\displaystyle w_{1}}  | {\displaystyle \dots } | {\displaystyle w_{j}}  | {\displaystyle \dots } | {\displaystyle w_{n}}  |
|                         | {\displaystyle s_{1}}  | {\displaystyle \dots } | {\displaystyle s_{j}}  | {\displaystyle \dots } | {\displaystyle s_{n}}  |
| ----------------------- | ---------------------- | ---------------------- | ---------------------- | ---------------------- | ---------------------- |
| {\displaystyle a_{1}}   | {\displaystyle e_{11}} |                        | {\displaystyle e_{1j}} |                        | {\displaystyle e_{1n}} |
| {\displaystyle \vdots } |                        |                        |                        |                        |                        |
| {\displaystyle a_{i}}   | {\displaystyle e_{i1}} |                        | {\displaystyle e_{ij}} |                        | {\displaystyle e_{in}} |
| {\displaystyle \vdots } |                        |                        |                        |                        |                        |
| {\displaystyle a_{m}}   | {\displaystyle e_{m1}} |                        | {\displaystyle e_{mj}} |                        | {\displaystyle e_{mn}} |

Beispiel
100 € sollen für ein Jahr als Geldanlage angelegt werden. Zur Wahl stehen eine Aktie ({\displaystyle a_{1}}) oder der Sparstrumpf, der keine Habenzinsen abwirft ({\displaystyle a_{2}}). Die möglichen Umweltzustände sind: Der Aktienkurs steigt ({\displaystyle s_{1}}), er sinkt ({\displaystyle s_{2}}) oder er bleibt gleich ({\displaystyle s_{3}}).
Die Ergebnismatrix sieht dann zum Beispiel wie folgt aus:
|                       | {\displaystyle p(s_{1})=w_{1}} {\displaystyle s_{1}} | {\displaystyle p(s_{2})=w_{2}} {\displaystyle s_{2}} | {\displaystyle p(s_{3})=w_{3}} {\displaystyle s_{3}} |
| --------------------- | ---------------------------------------------------- | ---------------------------------------------------- | ---------------------------------------------------- |
| {\displaystyle a_{1}} | {\displaystyle e_{11}=} 120                          | {\displaystyle e_{12}=} 80                           | {\displaystyle e_{13}=} 100                          |
| {\displaystyle a_{2}} | {\displaystyle e_{21}=} 100                          | {\displaystyle e_{22}=} 100                          | {\displaystyle e_{23}=} 100                          |

Der Entscheidungsträger (Anleger) rechnet mit einer Wahrscheinlichkeit von {\displaystyle w_{1}} damit, dass der Aktienkurs steigt, mit einer Wahrscheinlichkeit von {\displaystyle w_{2}} rechnet er mit einem Sinken des Aktienkurses und mit einer Wahrscheinlichkeit von {\displaystyle w_{3}} bleibt der Kurs unverändert.

## Klassische Entscheidungsregeln
Die folgenden Entscheidungsregeln werden auch als klassische Entscheidungsregeln bezeichnet. Dabei wird durch eine Präferenzfunktion {\displaystyle \varphi \colon \{a_{1},\dots ,a_{m}\}\to \mathbb {R} } jeder Alternative {\displaystyle a_{i}} eine Zahl {\displaystyle \varphi (a_{i})} so zugeordnet, so dass der Entscheidungsträger die Alternative mit dem höchsten Präferenzwert wählt.

### Die Bayes-Regel
Bei der Bayes-Regel (auch μ-Regel, Erwartungswert-Regel oder Erwartungswert-Prinzip) orientiert sich der Entscheidungsträger nur nach den Erwartungswerten. Die Präferenzfunktion ist
{\displaystyle \varphi (a_{i})=\mathbb {E} (e_{i})=\mu _{i}=\sum _{j=1}^{n}w_{j}\cdot e_{ij}\quad {\text{für }}i=1,\ldots ,m},
dabei bezeichnet {\displaystyle \mathbb {E} (e_{i})} den Erwartungswert einer diskreten Zufallsvariablen {\displaystyle e_{i}}, die mit den Wahrscheinlichkeiten {\displaystyle w_{1},\dots ,w_{n}} die Werte {\displaystyle e_{i1},\dots ,e_{in}} annimmt.
Der Entscheidungsträger wählt eine Alternative {\displaystyle a}, die seine Präfenzfunktion maximiert, also
{\displaystyle \varphi (a)=\max _{i=1}^{m}\varphi (a_{i})}
erfüllt.
Da nur der Erwartungswert der jeweiligen Alternative {\displaystyle a_{i}} bewertet wird, ist der Entscheidungsträger risikoneutral, er ist beispielsweise indifferent hinsichtlich der Teilnahme an einer Lotterie per Münzwurf, in der er mit 50 % Wahrscheinlichkeit 1 € gewinnt und mit 50 % Wahrscheinlichkeit 1 € verliert. Im obigen Beispiel ist der dann indifferent, wenn gilt: {\displaystyle e_{11}\cdot w_{1}+e_{12}\cdot w_{2}+e_{13}\cdot w_{3}=100} (da unabhängig von den Wahrscheinlichkeiten {\displaystyle w_{j}} eine sichere „Auszahlung“), hier also: {\displaystyle 120\cdot w_{1}+80\cdot w_{2}+100\cdot w_{3}}. Indifferenz würde z. B. vorliegen bei Gleichverteilung, wenn also gilt: {\displaystyle w_{1}=w_{2}=w_{3}={\frac {1}{3}}}.
Ist Gleichwahrscheinlichkeit gegeben, liegt ein Spezialfall der Bayes-Regel vor, die Laplace-Regel.

#### Bewertung
Das Beispiel des Sankt-Petersburg-Paradoxons zeigt, dass die Berücksichtigung von Erwartungswerten nicht in allen Fällen dem Entscheidungsverhalten von Personen in der Realität entspricht. Bei der Sankt-Petersburg-Lotterie wird eine faire Münze geworfen, das heißt, Kopf und Zahl erscheinen jeweils mit einer Wahrscheinlichkeit von 50 %. Die Münze wird solange geworfen, bis zum erstmalig Kopf erscheint. Der Spieler erhält als zufällige Auszahlung {\displaystyle X} den Betrag
- {\displaystyle 1\ \mathrm {\euro} }, wenn bereits beim ersten Wurf Kopf erscheint,
- {\displaystyle 2\ \mathrm {\euro} }, wenn erst beim zweiten Wurf Kopf erscheint,
- {\displaystyle 4\ \mathrm {\euro} }, wenn erst beim dritten Wurf Kopf erscheint,
- {\displaystyle 2^{k-1}\ \mathrm {\euro} }, wenn erst beim {\displaystyle k}-ten Wurf Kopf erscheint.

Der Erwartungswert der Zufallsvariablen {\displaystyle X} ist
{\displaystyle \mathbb {E} (X)=\sum _{k=1}^{\infty }P(X=k)\cdot 2^{k-1}={\frac {1}{2}}\cdot 1+{\frac {1}{4}}\cdot 2+{\frac {1}{8}}\cdot 4+\dotsb =\sum _{k=1}^{\infty }{\frac {1}{2^{k}}}\cdot 2^{k-1}=\sum _{k=1}^{\infty }{\frac {1}{2}}=\infty .}
Gemäß der Bayes-Regel wäre ein Entscheidungsträger bereit, jeden noch so hohen Betrag – also sein gesamtes Vermögen – für die Teilnahme an der Lotterie zu bezahlen, da der erwartete Gewinn unendlich groß ist. In der Realität ist jedoch kaum jemand bereit, sein gesamtes Vermögen gegen die Teilnahme an der Sankt-Petersburg-Lotterie zu tauschen.

### Die μ-σ-Regel
In der μ-σ-Regel oder Erwartungswert-Varianz-Prinzip und deshalb eigentlich μ-σ²-Regel, findet die Risikoeinstellung des Entscheidungsträgers dadurch Berücksichtigung, dass auch die Standardabweichung berücksichtigt wird. Bei risikoneutralen Entscheidungsträgern entspricht sie der Bayes-Regel, bei risikoaversen (risikoscheuen) Entscheidungsträgern sinkt die Attraktivität einer Alternative {\displaystyle a_{i}} mit zunehmender Standardabweichung. Bei risikofreudigen Entscheidungsträgern steigt die Attraktivität hingegen.
Der Entscheidungsträger wählt die Alternative, die seine Präferenzfunktion maximiert:
{\displaystyle \max _{i}:\varphi (a_{i})=\Phi (\mu _{i},\sigma _{i})}.
Eine mögliche Form der μ-σ-Regel ist zum Beispiel:
{\displaystyle \Phi (\mu _{i},\sigma _{i})=\mu _{i}-\alpha \cdot \sigma _{i}}
{\displaystyle \alpha } beschreibt hierbei den Risikoaversionsparameter.
- Für {\displaystyle \alpha <0} gilt: Der Entscheidungsträger ist risikofreudig, eine Alternative mit einem höheren {\displaystyle \sigma } wird einer Alternative mit gleichem Erwartungswert {\displaystyle \mu } aber niedrigerem σ vorgezogen.
- Für {\displaystyle \alpha >0} gilt: Der Entscheidungsträger ist risikoavers, eine Alternative mit niedrigerem {\displaystyle \sigma } wird einer Alternative mit gleichem Erwartungswert, aber höherem {\displaystyle \sigma } vorgezogen.
- Für {\displaystyle \alpha =0} entspricht die Regel der Bayes-Regel, der Entscheidungsträger ist risikoneutral, die Standardabweichung {\displaystyle \sigma } hat keinen Einfluss auf die Bewertung der Alternativen.

## Bernoulli-Prinzip
Das Bernoulli-Prinzip wurde von Daniel Bernoulli zur Auflösung des Sankt-Petersburg-Paradoxons vorgeschlagen. Es gilt unter gewissen Annahmen als rationales Entscheidungskriterium.
Die möglichen Ergebnisse {\displaystyle e_{ij}} werden zuerst in Nutzwerte umgewandelt. Dazu braucht es eine Nutzenfunktion (auch Risikonutzenfunktion). Diese individuelle Nutzenfunktion {\displaystyle u(e_{ij})} enthält bereits die Risikoeinstellung des Entscheidungsträgers:
- risikofreudig: streng konvexe Funktion (z. B. Quadratfunktion im 1. Quadranten),
- lineare Funktion: neutral,
- risikoavers: streng konkave Funktion (z. B. Wurzelfunktion im 1. Quadranten).

Es ist allerdings auch möglich, dass die Nutzenfunktion sowohl konkave als auch konvexe Bereiche aufweist. Dies bildet gut eine empirisch beobachtbare Tatsache ab. Zum Beispiel spielen Personen Lotto (Risikofreude) und schließen ebenso Versicherungen ab (Risikoaversion).
Gewählt wird die Alternative, die den Erwartungswert der Nutzenfunktion maximiert:
{\displaystyle \max _{i}:\varphi _{a_{i}}=\mathbb {E} {\bigl [}u(e_{i}){\bigr ]}=\sum _{j}w_{j}\cdot u(e_{ij})}
Beispiel
100 € sollen für ein Jahr angelegt werden. Zur Wahl stehen: eine Aktie ({\displaystyle a_{1}}) oder der Sparstrumpf, der keine Zinsen abwirft ({\displaystyle a_{2}}). Die möglichen Umweltzustände sind: Der Aktienkurs steigt ({\displaystyle s_{1}}), er sinkt ({\displaystyle s_{2}}) oder er bleibt gleich ({\displaystyle s_{3}}).
 Der Entscheidungsträger rechnet mit einer Wahrscheinlichkeit von {\displaystyle w_{1}=30\ \%} damit, dass der Aktienkurs steigt, mit einer Wahrscheinlichkeit von {\displaystyle w_{2}=50\ \%} rechnet er mit einem Sinken des Aktienkurses und mit einer Wahrscheinlichkeit von {\displaystyle w_{3}=20\ \%} bleibt der Kurs unverändert.
Für den Entscheidungsträger wird die Nutzenfunktion {\displaystyle u(e_{ij})={\sqrt {e_{ij}}}} angenommen.
|                       | {\displaystyle p(s_{1})=30\ \%} {\displaystyle s_{1}} | {\displaystyle p(s_{2})=50\ \%} {\displaystyle s_{2}} | {\displaystyle p(s_{3})=20\ \%} {\displaystyle s_{3}} | {\displaystyle \sum _{j}w_{j}\cdot u(e_{ij})} {\displaystyle s_{3}}                               |
| --------------------- | ----------------------------------------------------- | ----------------------------------------------------- | ----------------------------------------------------- | ------------------------------------------------------------------------------------------------- |
| {\displaystyle a_{1}} | {\displaystyle e_{11}=} 120                           | {\displaystyle e_{12}=} 80                            | {\displaystyle e_{13}=} 100                           | {\displaystyle 0{,}3\cdot {\sqrt {120}}+0{,}5\cdot {\sqrt {80}}+0{,}2\cdot {\sqrt {100}}=9{,}758} |
| {\displaystyle a_{2}} | {\displaystyle e_{21}=} 100                           | {\displaystyle e_{22}=} 100                           | {\displaystyle e_{23}=} 100                           | {\displaystyle 0{,}3\cdot {\sqrt {100}}+0{,}5\cdot {\sqrt {100}}+0{,}2\cdot {\sqrt {100}}=10}     |

Bei Anwendung des Bernoulli-Prinzips erhält man den höchsten Nutzenwert von {\displaystyle 10} bei {\displaystyle a_{2}}. Somit ist diese Alternative auszuwählen. Die Form der Nutzenfunktion {\displaystyle u(e_{ij})={\sqrt {e_{ij}}}} ist konkav, deshalb ist die Risikoeinstellung des Entscheidungsträgers risikoavers.

### Verhältnis zu den klassischen Entscheidungskriterien
Bei einer linearen Nutzenfunktion der Form {\displaystyle u(e_{ij})=a\cdot e_{ij}+b} mit {\displaystyle a>0} entspricht das Bernoulli-Prinzip der Bayes-Regel, da dann
{\displaystyle \sum _{j=1}^{n}u(e_{ij})\geq \sum _{j=1}^{n}u(e_{i'j})\iff \sum _{j=1}^{n}e_{ij}\geq \sum _{j=1}^{n}e_{i'j}\quad {\text{für alle }}i,i'=1,\dots ,m}.
Die μ-σ-Regel ist im Allgemeinen nicht mit dem Bernoulli-Prinzip vereinbar, d. h. eine Präferenzfunktion im Sinne der μ-σ-Regel kann nicht in allen Fällen durch eine äquivalente Nutzenfunktion abgebildet werden und umgekehrt. Möglich ist dies z. B. bei einer quadratischen Nutzenfunktion der Form {\displaystyle u(e_{ij})=a\cdot e_{ij}^{2}+b\cdot e_{ij}+c}, welche zu einer Präferenzfunktion der Form {\displaystyle \Phi (\mu _{i},\sigma _{i})=b\cdot \mu _{i}+a\cdot \mu _{i}^{2}+a\cdot \sigma _{i}^{2}} führt, oder bei normalverteilten zukünftigen Renditen auch in weiteren Fällen.